# Общественное достояние
Обще́ственное достоя́ние — совокупность творческих произведений, имущественные авторские права на которые истекли или никогда не существовали. Также «общественным достоянием» иногда называют изобретения, срок патента на которые истёк. Распространять и использовать общественное достояние могут все без ограничений.
Произведения, перешедшие в общественное достояние, могут свободно использоваться любым лицом без выплаты авторского вознаграждения. При этом по-прежнему должны соблюдаться неотчуждаемые неимущественные авторские права: право называться автором произведения, право использовать или разрешать использование произведения под своим именем, под вымышленным именем (псевдонимом) или без указания имени, то есть анонимно, и право на защиту репутации автора.
Сроки и порядок перехода произведения в общественное достояние в разных странах несколько различаются. На произведение, являющееся общественным достоянием в России, может действовать авторское право в США, и наоборот. В большинстве европейских стран переход в общественное достояние предусмотрен по истечении 70 лет после смерти автора или через 70 лет после опубликования произведения.

## Общественное достояние в России
В общем случае произведение переходит в общественное достояние в России, если с года смерти его автора прошло 70 лет. Если автор работал во время Великой Отечественной войны или участвовал в ней, то срок охраны авторских прав увеличивается на 4 года (то есть становится 74 года с года смерти автора). Если автор был посмертно реабилитирован после репрессий, то срок охраны прав начинает действовать с 1 января года, следующего за годом реабилитации, и составляет также 70 лет. Все эти правила не применяются в случае, если пятидесятилетний срок действия авторского права или смежных прав истёк к 1 января 1993 года.
Авторское право на произведение, впервые выпущенное в свет после смерти автора, действует в течение 70 лет после его выпуска (до 2004 года этот срок составлял 50 лет). В этом случае, к примеру, срок действия  авторского права истекает в 2019 году, если произведение создано в России (СССР) до 1923 года, а его автор умер после 1949 года.[прояснить]
Особый класс произведений, созданных в России, также находится в общественном достоянии. Это изображения официальной государственной символики, флагов, денег, орденов, официальных документов России и государств, правопреемницей которых является Россия (СССР).
После вступления в силу части четвёртой ГК РФ с 1 января 2008 года авторское право юридических лиц, возникшее до 3 августа 1993 года, то есть до вступления в силу Закона Российской Федерации от 9 июля 1993 года № 5351-1 «Об авторском праве и смежных правах», прекращается по истечении семидесяти лет со дня правомерного обнародования произведения. А если оно не было обнародовано — со дня создания произведения.
Исходя из этого, фильмы, выпущенные на экран более 70 лет назад, считаются перешедшими в общественное достояние, причём закон не оговаривает страну — производителя фильма, а Министерство культуры, в свою очередь, информирует о том, что норма закона применима ко всем кинофильмам, а права на студийные фильмы, выпущенные на экран позднее, принадлежат студиям-производителям либо их правопреемникам.

## Общественное достояние в США
Согласно закону США об авторском праве, любые произведения, опубликованные до 1 января 1930 года на территории США, являются общественным достоянием.
Кроме того, работы, подготовленные сотрудником или работником правительства США в рамках служебных обязанностей этого лица, по закону в общем случае автоматически переходят в общественное достояние как созданные на деньги налогоплательщиков.

### Цифровые копии и фотокопии объектов, находящихся в общественном достоянии
По законам Соединённых Штатов Америки, репродукции двумерных объектов искусства (картин, фотографий, книжных иллюстраций) не являются объектами копирайта, за исключением тех случаев, когда при создании репродукции был внесён оригинальный творческий вклад (например, эффекты ретуши). К примеру, если вы с прямого ракурса сфотографируете Джоконду, ваша фотография не создаст нового копирайта, и её можно будет использовать как общественное достояние (см. информацию о судебном разбирательстве Bridgeman Art Library против Corel). То же самое касается и отсканированных изображений — они наследуют авторские права оригинала. Таким образом, если оригинал находится в общественном достоянии, то отсканированная или сфотографированная копия также будет являться общественным достоянием.
Репродукции защищённых копирайтом двумерных работ также не являются самостоятельными работами. Отсканированное изображение обложки книги или DVD точно так же защищено копирайтом, как и оригинал.

## Общественное достояние в Европейском союзе
Большинство стран будущего Евросоюза имело срок действия авторского права в 50 лет после смерти автора. Одним из исключений являлась Германия, по законам которой авторское право сохранялось на протяжении 70 лет после смерти автора. После создания Евросоюза и свободного рынка товаров и услуг законодательства членов союза должны были быть приведены в соответствие. Попытки уговорить Германию снизить срок охраны авторского права успехом не увенчались, поэтому был принят общий закон, по которому в общем случае произведения переходят в общественное достояние по истечении 70 лет после смерти автора, причём авторское право возобновляется для всех произведений, ранее перешедших в общественное достояние. Компаниям, успевшим начать публикацию таких произведений, позволялось распродать созданные запасы и получить определённую компенсацию со стороны государства. В случае, если у произведения несколько авторов, срок отсчитывается с момента смерти последнего автора. Для исполнений произведений и записей действует срок в 70 лет после выступления или создания записи. Однако последняя норма была введена в 2013 году и не имеет обратной силы для произведений, перешедших в общественное достояние до 1 января 2013 года, даже если по новым нормам они подлежат охране.
Несколько стран имели дополнительные условия, продлевающие срок охраны авторских прав на период двух мировых войн, в которых участвовало большинство стран — участниц Евросоюза. После урегулирования разногласий только во Франции сохранились особые условия для авторов, имеющих прямое указание в свидетельстве о смерти, что они «умерли за Францию». В этом случае музыкальное произведение переходит в общественное достояние через сто лет после публикации. Если музыкальное произведение было опубликовано во время Первой мировой войны, срок охраны составит 114 лет и 272 дня, во время Второй мировой войны — 108 лет 120 дней. Таким образом, все произведения Первой мировой войны перейдут в общественное достояние не позднее 2033 года, а Второй мировой войны — не позднее 2053 года. Для немузыкальных произведений срок охраны однозначно не определён, так как ранее для них существовал срок охраны в 50 лет с даты публикации, и по новым законам с учётом всех особенностей он может быть как 80 лет, так и сроки, аналогичные срокам охраны авторских прав на музыкальные произведения. Среди авторов, которые подпадают под действие этих поправок, — Антуан де Сент-Экзюпери, Гийом Аполлинер и Шарль Пеги.

## Общественное достояние в Канаде
В Канаде в общем случае произведения переходят в общественное достояние через 50 лет после смерти автора, при этом отсчёт начинается с года, следующего за годом смерти. Однако существует несколько существенных моментов, характерных для этой страны.
Работы служащих государственных органов Канады наделены особым статусом — «коронным копирайтом» (англ. Crown copyright). В случае, если произведение, созданное федеральным служащим или служащим правительства провинции, было опубликовано, оно переходит в общественное достояние через 50 лет с года публикации, но на неопубликованные работы этот принцип не распространяется и срок охраны авторского права не истекает. При этом позволяется добросовестное копирование и репродукция законов и решений судов без выплат и запроса разрешений.
Фотографии переходят в общественное достояние через 50 лет после года смерти автора, в том числе если права на фотографию принадлежат компании, в которой большинство акций принадлежит автору фотографии. Если же большинство акций компании автору не принадлежит, срок отсчитывается от даты создания фотоснимка.
В случае кино- и видеофильмов законодательство Канады различает работы по художественной ценности. Для фильмов, не имеющих художественной ценности, к которым, в частности, относится домашнее видео, срок охраны исчисляется с момента создания, а если фильм был опубликован до истечения 50 лет — возобновляется с момента публикации. Для художественных фильмов срок в 50 лет отсчитывается с года, следующего за годом смерти последнего автора фильма, к которым относят режиссёра или продюсера.
Для звукозаписей действует срок охраны в 50 лет с момента создания, при этом само произведение переходит в общественное достояние через 50 лет после года смерти автора и, таким образом, запись, сделанная более 50 лет, назад может не находиться в общественном достоянии, если авторские права композитора ещё не истекли.
Особым образом регулируется переход в общественное достояние анонимных и посмертных работ. Если достоверно установить автора не удается, действует более короткий срок из двух: 50-летний срок с момента публикации произведения или 75-летний срок с момента создания произведения.
Для посмертно опубликованных произведений существует четыре варианта перехода в общественное достояние:
- Работы, созданные после 25 июля 1997 года, охраняются по общим правилам — 50 лет после года смерти автора;
- Работы, созданные до 25 июля 1997 года:
  - если опубликованы до 25 июля 1997 года — охраняются 50 лет после публикации;
  - если не опубликованы до 25 июля 1997 года:
    - если автор умер в период с 1927 по 1997 год — переходят в общественное достояние 1 января 2048 года;
    - если автор умер до 1927 года — находятся в общественном достоянии.

## Общественное достояние в Китае
Для произведений законы Китая устанавливают срок охраны авторских прав, равный сроку жизни автора плюс 50 лет. Если автор произведения неизвестен и права на него принадлежат организации, то 50 лет охраны отсчитываются с момента публикации, а в случае, если произведение не было опубликовано — с момента создания. Переход в общественное достояние программного обеспечения регулируется аналогичным образом. Дополнительно охраняется типографский вид печатных произведений — книг и периодики, — на который действует 10-летний срок охраны с момента первой публикации.

## Общественное достояние в Японии
В Японии действуют разные сроки охраны авторских прав в зависимости от типа произведения и страны происхождения.
Кинематографические произведения переходят в общественное достояние по истечении 70 лет с момент публикации или, если публикации не было, момента создания. На фотографии до 25 марта 1997 года распространялся 50-летний срок охраны с года публикации либо создания в зависимости от того, какой из них был короче. В настоящее время законодательство изменено, и на фотографии распространяется принцип охраны в течение 50 лет после смерти автора. На фотографии, ранее перешедшие в общественное достояние, авторское право не возобновлялось. Звукозаписи и широковещательные передачи охраняются в течение 50 лет с момента публикации. Остальные произведения переходят в общественное достояние через 50 лет после смерти автора, если автор известен (в том числе идентифицирован под псевдонимом), либо через 50 лет после публикации или создания, если произведение не было опубликовано — этот принцип применяется для анонимных авторов или произведениям, авторские права на которые принадлежат организациям. Особым образом регулируются права авторов стран-союзников, для которых действуют дополнительные сроки охраны. Продлению срока охраны подлежат произведения, авторское право на которые установлено в период с 7 декабря 1941 года по сентябрь 1945 года. Срок продления составляет 3794 дня (более 10 лет).

## Программное обеспечение в общественном достоянии
Термин «общественное достояние» применим также и к программному обеспечению. Программное обеспечение, переданное в общественное достояние, не имеет никаких предписаний по поводу его использования (оно может быть изменено, распространено и продано без каких-либо уведомлений).
Для передачи программного обеспечения в общественное достояние используются следующие инструменты:
- Unlicense явно указывает на передачу в общественное достояние, но если это невозможно в данной юрисдикции, то действует как лицензия похожая на MIT.
- Лицензия 0BSD является эквивалентной общественному достоянию, но при этом не упоминает его вообще. Намного проще и меньше чем Unlicense и рекомендуется для ПО.

## Правило более короткого срока
При определении, находится ли произведение в общественном достоянии, страны руководствуются собственным законодательством. При этом ими может применяться правило более короткого срока: произведение считается перешедшим в общественное достояние в данной стране, если это произошло по законам данной страны или страны происхождения произведения.
Применение этого правила может иметь особенности. Например, правило формально действует в Евросоюзе. Для авторов, ведущих происхождение из одной из стран Евросоюза, местное законодательство применяется в полной мере. Однако для иностранцев, например, Великобритания, признает меньший срок только для произведений, охрана авторских прав на которые началась после 1 июля 1996 года. Недостаточно определённым является использование принципа в Чехии, Венгрии, Италии, Польше и Испании, а также странах, не входящих в Евросоюз: Бразилии и Израиле.